# Charles Daniels
Charles Meldrum Daniels (Dayton (Ohio), 24 maart 1885 – Carmel Valley Village, 9 augustus 1973) was een Amerikaans zwemmer en waterpoloër

## Biografie
Daniels hield gedurende zijn carrière elk wereldrecord vanaf de 25 yards tot en met de 1 mijl vrije slag.
Op de Olympische Zomerspelen van 1904 won Daniels als eerste Amerikaan olympisch goud op de 220 en 440 yards vrije slag. Op de 50 en 100 yards won hij de bronzen en zilveren medaille, als lid van de New York Athletic Club won hij de gouden medaille op de 4x50 yards vrije slag.
Tijdens de Op de Olympische Zomerspelen van 1906 won hij de gouden medaille op de 100 meter vrije slag.
Daniels won tijdens de Olympische Zomerspelen van Londen de gouden medaille op de 100 meter vrije slag en de bronzen medaille op de 4x200 meter vrije slag.
In 1910 stopte hij het zwemmen.

## Onderscheidingen
- 1965: opname in de International Swimming Hall of Fame

1896: Alfréd Hajós ·
1908: Charles Daniels ·
1912: Duke Kahanamoku ·
1920: Duke Kahanamoku ·
1924: Johnny Weissmuller ·
1928: Johnny Weissmuller ·
1932: Yasuji Miyazaki ·
1936: Ferenc Csik ·
1948: Walter Ris ·
1952: Clarke Scholes ·
1956: Jon Henricks ·
1960: John Devitt ·
1964: Don Schollander ·
1968: Mike Wenden ·
1972: Mark Spitz ·
1976: Jim Montgomery ·
1980: Jörg Woithe ·
1984: Rowdy Gaines ·
1988: Matt Biondi ·
1992: Aleksandr Popov ·
1996: Aleksandr Popov ·
2000: Pieter van den Hoogenband ·
2004: Pieter van den Hoogenband ·
2008: Alain Bernard ·
2012: Nathan Adrian ·
2016: Kyle Chalmers ·
2020: Caeleb Dressel ·
2024: Pan Zhanle
 Goud: New York Athletic Club -
Joseph Ruddy -
Budd Goodwin -
Louis Handley -
Charles Daniels -
 Zilver: Chicago Athletic Association -
Hugo Goetz -
David Hammond -
Raymond Thorne -
William Tuttle
 Brons: Missouri Athletic Club -
Gwynne Evans -
William Orthwein -
Amedee Reyburn -
Marquard Schwarz
4de: New York Athletic Club -
Edgar Adams -
David Bratton -
George Van Cleaf -
David Hesser
- Gemeinsame Normdatei: 1278710043
- Library of Congress Control Number: n2021063148
- Virtual International Authority File: 4864163756437034480004